# Huangshi
Huangshi (黄石 ; pinyin : Huángshí) est une ville du sud-est de la province du Hubei en Chine.

## Économie
La proximité de Wuhan, la desserte assurée par de grandes lignes ferroviaires, par les lignes aériennes et par le fleuve Yangtze donnent à Huangshi une position logistique intéressante, et en font un nœud de communication important. Dès 1929, une autoroute de 23 kilomètres a vu le jour à Huangshi. De Huangshi à Wuhan via l'autoroute, il faut une heure, et huit heures pour rejoindre Shanghai. Le système ferroviaire de Huangshi est relié à l'est à la ligne Pékin-Hongkong, et à l'ouest à la ligne Péking-Canton. Le port de Huangshi, sur le Yangtzé, est un port national de catégorie A, ouvert aux navires étrangers, avec un bassin à hautes eaux.
En 2006, le PIB total a été de 40,1 milliards de yuans, et le PIB par habitant de 34 191 yuans.
Les ressources minérales sont abondantes : des métaux comprenant le fer, le manganèse, l'or, le cuivre, le tungstène, le molybdène, le zinc, le plomb, le cobalt, l'argent, le gallium et le thallium, ainsi que d'autres ressources minérales incluant le germanium, l'indium, le sélénium, le tellure, le soufre, la calcite, le calcaire, la célestine, etc. Dans les années 1880, l'usine de minerai de fer Daye et une aciérie ont été implantées, qui ont constitué les bases de l'industrie d'aciérie de la Chine actuelle. Aujourd'hui, la New Steel Smeltery Co., Ltd. est la cinquième entreprise de l'industrie chinoise de l'aciérie, et la Daye Nonferrous Metals Company a la quatrième capacité de production du pays
Les autres activités industrielles comprennent la métallurgie, le textile, les matériaux de construction, la fourniture d'énergie, l'industrie légère, l'électronique, les produits pharmaceutiques, les produits chimiques, et la transformation des aliments.
L'agriculture est également une partie importante de l'économie de Huangshi.
C'est notamment le lieu de production du jìngjiǔ (劲酒)， parfois appelé huangjiu (黄酒), alcool de plantes médicinales, que l'on pourrait comparer à la chartreuse et que l'on peut trouver dans toute la Chine.

## Subdivisions administratives
La ville-préfecture de Huangshi exerce sa juridiction sur six subdivisions - quatre districts, une ville-district et un xian :
- le district de Huangshigang - 黄石港区 Huángshígǎng Qū ;
- le district de Xisaishan - 西塞山区 Xīsàishān Qū ;
- le district de Xialu - 下陆区 Xiàlù Qū ;
- le district de Tieshan - 铁山区 Tiěshān Qū ;
- la ville de Daye - 大冶市 Dàyě Shì ;
- le xian de Yangxin - 阳新县 Yángxīn Xiàn.

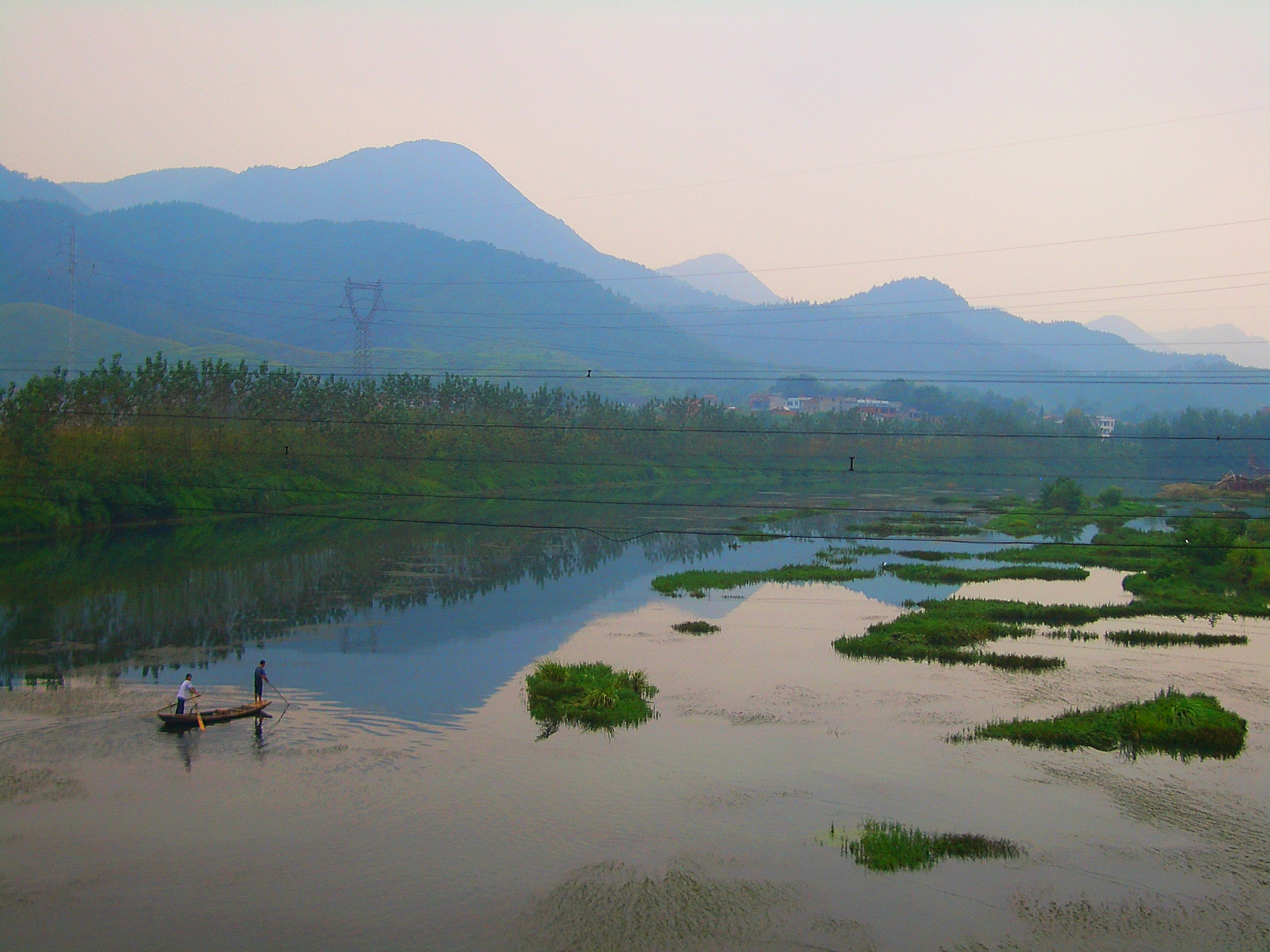
Rivière Fushu (Yangxin)

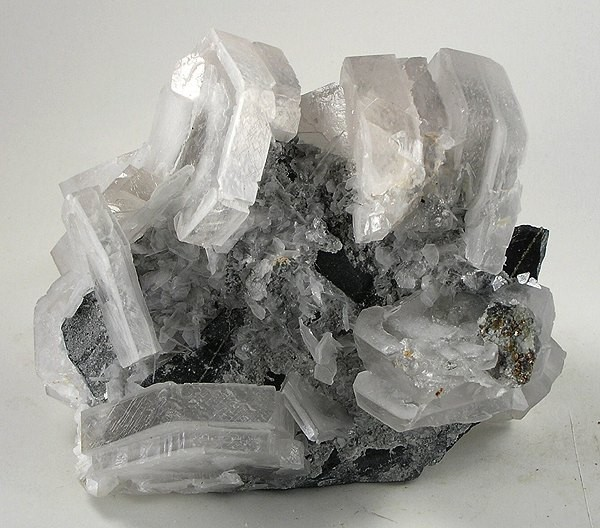
Calcite

| Carte                                                                        |
| ---------------------------------------------------------------------------- |
| \| 1 Xisaishan Xialu Tieshan Yangxin · Xian Daye · (ville) 1.Huangshigang \| |
| 1 Xisaishan Xialu Tieshan Yangxin · Xian Daye · (ville) 1.Huangshigang       |

## Démographie
Selon le recensement de la population de la Chine en 2000, l'ensemble de la ville-préfecture de Huangshi comptait alors 2 476 400 personnes, ce qui correspond à une densité de population de 540 personnes par kilomètre carré. Plus de 99 % de la population appartiennent à l'etnie Han.

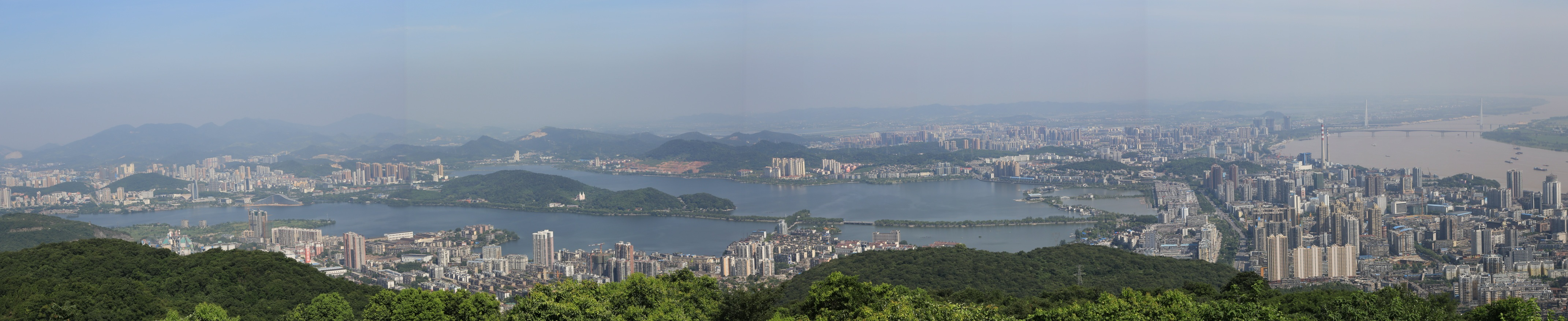
Panorama de la cité de Huangshi, prise de la Colline de la Lune

## Tourisme

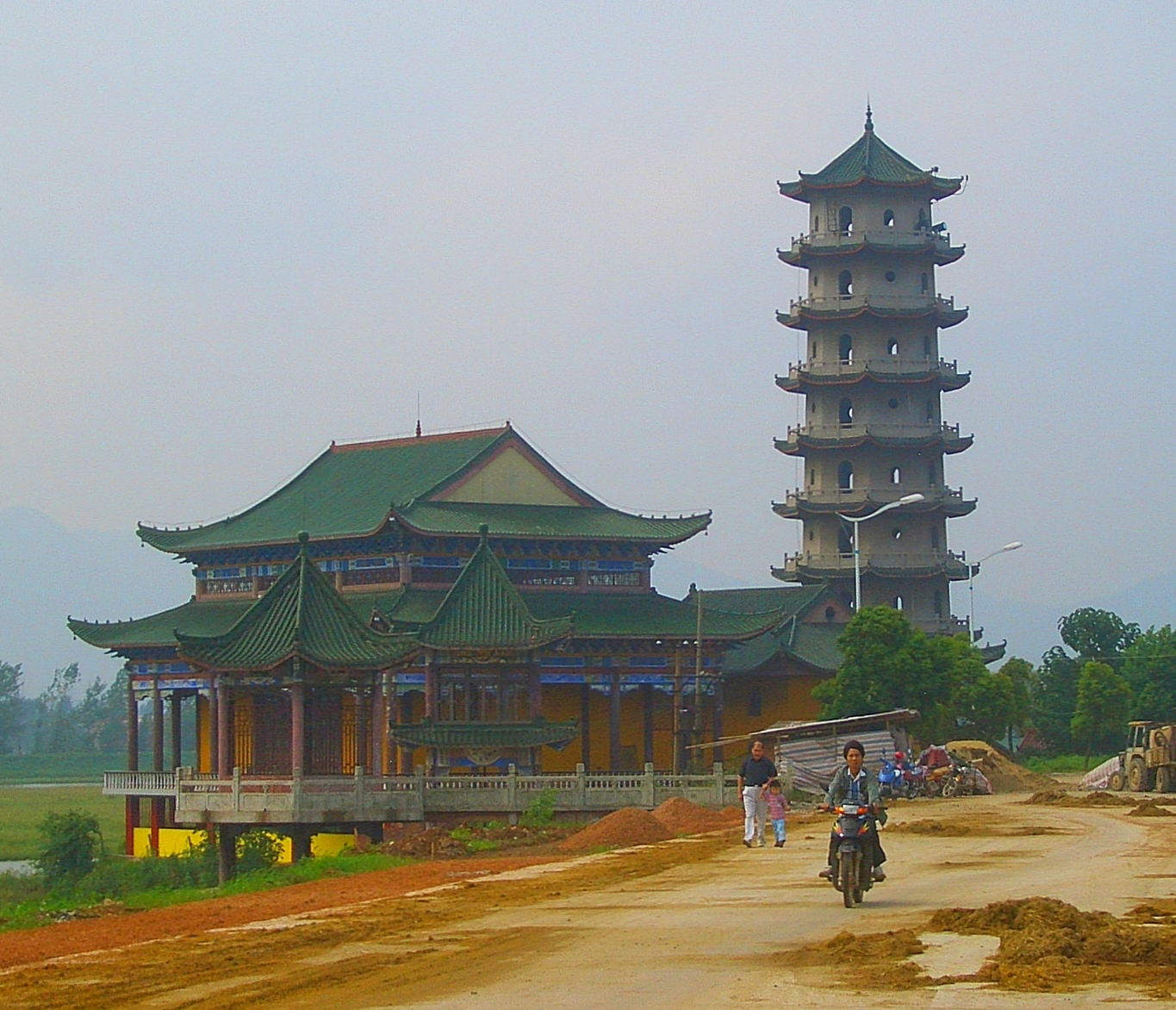
Pagode de Qing Long Ta à Daye

Huangshi a de beaux paysages naturels, avec des lacs et montagnes remarquables. La ville est entourée de montagnes et bordée par le Yangtze. Parmi les sites les plus célèbres peuvent être indiqués le Feiyun Cave, et le lac Cihu.
L'ancienne fosse orientale de la mine de fer de Daye, datant de la fin du XIXe siècle et en activité jusqu'en 2000, a été transformé en un parc national (黄石国家矿山公园), où les visiteurs peuvent découvrir une variété de méthodes et de matériel d'exploitation des mines.

## Personnalités
- Cheng Fei (1988), gymnaste chinoise.
- Chen Shu (1977), actrice.